# 仁川李氏
仁川李氏（インチョンニし、朝鮮語: 인천이씨）は、朝鮮の氏族の一つ。本貫は仁川広域市である。2015年の調査では、83,855人である。
金官加羅国の初代王首露王の妃のサータヴァーハナ朝の王女許黄玉の23代子孫の許奇が新羅の使臣として唐朝に派遣され、安史の乱が発生した時に玄宗の避難を助けたため、玄宗皇帝の姓氏である李氏が許奇に下賜された。
李許奇が新羅に帰国すると景徳王は、邵城伯の爵位を与えた。その子孫はそのまま李許という複姓を使い続けたが、李許奇の10代子孫の李許謙が李許姓を改め、仁川李氏を創始した。
なお、起源とされる許氏のほか、金海金氏も同じく首露王と許黄玉の子孫である。

## 行列字
| ○世孫  | 31                | 32                | 33                | 34                | 35                | 36                | 37                | 38                | 39                | 40                | 41                | 42                | 43                | 44                | 45                |
| ------ | ----------------- | ----------------- | ----------------- | ----------------- | ----------------- | ----------------- | ----------------- | ----------------- | ----------------- | ----------------- | ----------------- | ----------------- | ----------------- | ----------------- | ----------------- |
| 行列字 | 상（祥） 희（禧） | 병（柄） 근（根） | 희（熙） 욱（煜） | 재（在） 준（埈） | 하（夏） 은（殷） | 현（鉉） 연（鍊） | 수（洙） 태（泰） | 동（東） 병（秉） | 연（然） 휴（烋） | 중（重） 재（載） | 진（鎭） 수（銖） | 호（浩） 기（沂） | 식（植） 주（柱） | 찬（燦） 병（炳） | 균（均） 규（圭） |
| ○世孫  | 46                | 47                | 48                | 49                | 50                | 51                | 52                | 53                | 54                | 55                | 56                | 57                | 58                | 59                | 60                |
| 行列字 | 광（光） 정（炡） | 호（鎬） 옥（鈺） | 연（淵） 윤（潤） | 임（林） 동（棟） | 현（炫） 경（炅） | 재（宰） 종（宗） | 종（鍾） 용（鎔） | 낙（洛） 원（源） | 수（秀） 주（株） | 묵（默） 훈（勳） | 치（致） 지（址） | 탁（鐸） 일（鎰） | 홍（洪） 순（淳） | 식（植） 표（杓） | 희（熙） 형（炯） |

## 集姓村
- 忠清北道永同郡陽山面柯谷里
- 忠清北道報恩郡三升面達山里
- 忠清南道青陽郡大峙面衡山里
- 全羅南道宝城郡会泉面碧橋里
- 全羅南道長興郡蓉山面語山里
- 全羅南道長興郡蓉山面接亭里
- 全羅南道長興郡冠山面
- 全羅南道長興郡夫山面龍盤里
- 大邱広域市北区西辺洞
- 大邱広域市東区研経洞
- 慶尚南道咸安郡咸安面大山里
- 慶尚南道咸安郡郡北面明館里
- 慶尚南道陜川郡双栢面下新里
- 慶尚南道陜川郡双白面雲谷里[4]